# طاووسی
 طاووسی(نام علمی: Genisteae) نام یک طایفه از تیره باقلاییان است.